# KolibriOS
Kolibri（又称KolibriOS）是一个极小的开源的32位（x86架构）操作系统，现已开发完毕。

## 功能
- 支持从多种设备启动，而且支持NTFS文件系统，甚至可以直接在Windows中运行，但是在运行之前，Windows将会关闭。
- 由VESA改进而来的GUI
- 开发工具：集成宏汇编器的代码编辑器（FASM）
- 可以安装在一个1.44MB的软盘（但是许多应用程序将被压缩）
- 多任务、流操作、并行调用

## 最低硬件要求
- 兼容i586架构的CPU
- 8MB内存
- VESA兼容显卡
- 硬盘或光驱或3.5英寸软驱
- 键盘和鼠标（支持COM、PS/2和USB接口）

## 支持的硬件
- 硬盘和U盘（又称闪盘、优盘）。 支持的文件系统是FAT12，FAT16，FAT32（支持长文件名），NTFS（部分只读），EXT2/EXT3（部分只读）和CDFS
- AC'97音频编解码器，支持英特尔，nForce，nForce2，nForce3，nForce4，SIS7012，FM801，VT8233，VT8233C，VT8235，VT8237，VT8237R晶片，威盛VT8237R Plus或EMU10K1X芯片
- 支持某些主板的高清音频编解码器
- AMD，ATI和Intel的视频芯片

1. ↑  https://archive.kolibrios.org/en/; 检索日期: 2024年6月7日.
2. ↑  https://git.kolibrios.org/KolibriOS/kolibrios/releases/tag/0.7.7.0; 检索日期: 2024年6月7日.